# Штерн, Геннадий Исаакович
Геннадий Исаакович Штерн (род. 23 июня 1949, Мурмаши) — военный лётчик, Герой Российской Федерации, Заслуженный военный лётчик Российской Федерации, полковник авиации.

## Биография
Геннадий Исаакович Штерн родился 23 июня 1949 года в посёлке городского типа Мурмаши. Его отец, также военный лётчик, участник Великой Отечественной войны, майор, по непроверенным данным является племянником Г. М. Штерна.
В 1970 окончил Ейское высшее военное авиационное училище и в 1982 окончил Ленинградскую академию авиации. Прошел службу в ВВС в авиационных частях, соединениях и объединениях Северо-Кавказского военного округа до конца 1999 года на должностях летчика-инструктора, командира звена, заместитель командира и командира эскадрильи, заместитель командира полка, заместитель начальника Летно-методического отдела училища, начальника Летно-методической группы ВВС СКВО, старшего летчика-инспектора Боевой подготовки и старшего инспектора-летчика по безопасности полетов 4-й Воздушной Армии. Освоил 31 тип и модификации самолётов, имеет налет 4598 часов.
Участник боевых действий в Афганистане и Чечне. После отставки поселился в Черкассах. Инвалид войны II группы. Пишет стихи, методические пособия и книги.
В 2022 году, по данным ряда СМИ и командования Воздушных сил Украины, выступил против российско-украинской войны. Опубликована видеозапись.

## Ученики
Воспитал нескольких командующих в воздушных силах Украины, среди них:
- Марченко Алексей Станиславович — генерал-майор, командующий Западного направления Воздушных сил Украины;
- Листопад Валентин Антонович — полковник, командующий Восточного направления Воздушных сил Украины.

### Награды
Мастер спорта СССР по самолётному спорту, военный лётчик-снайпер, заслуженный военный летчик. Герой Российской Федерации, также награждён орденами, медалями и знаками.